# Nankingská smlouva

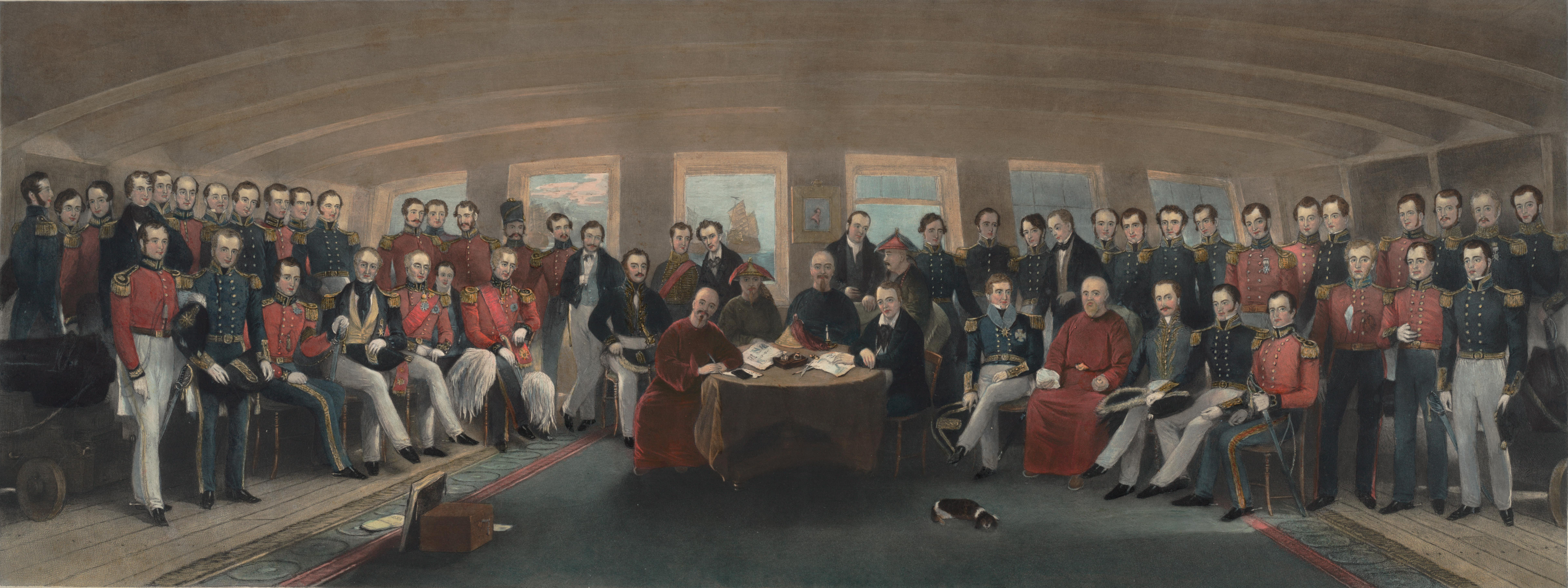
Podpis Nankingské smlouvy

Nankingská smlouva byla nerovná mírová smlouva uzavřená 29. srpna 1842 mezi Spojeným královstvím a říší Čching, která ukončila první opiovou válku.

## Příprava a uzavření smlouvy
Rámcový návrh smlouvy připravilo britské ministerstvo zahraničí v Londýně už v únoru 1840.
Když v rámci úspěšného tažení dorazila britská flotila 11. srpna 1842 před Nanking, svolili tamní čínští úředníci k vyjednávání. O finální verzi smlouvy jednali čínští a britští zástupci na palubě britské řadové lodi HMS Cornwallis. Císař Tao-kuang ji podepsal 27. října a královna Viktorie ji podepsala 28. prosince. Ratifikované dokumenty byly předány 26. června 1843 v Hongkongu.

## Obsah smlouvy
Hlavním smyslem smlouvy bylo oslabení takzvaného Kantonského systému, kdy Čína dovolovala zahraniční obchod pouze skrze přístav v Kantonu. Podle 5. článku Nankingské smlouvy nyní směli zahraniční obchodníci obchodovat s kýmkoliv v Kantonu a dalších čtyřech přístavech: Sia-menu, Fu-čou, Ning-po a Šanghaji.
Součástí smlouvy byly i finanční kompenzace: Říše Čching musela zaplatit šest miliónů stříbrných dolarů za opium, které v roce 1839 zabavil a nechal zničit Lin Ce-sü (4. článek), tři milióny dolarů kompenzace za dluhy čínských kantonských obchodníků (5. článek) a dvanáct miliónů dolarů jako válečné reparace (6. článek). Celková suma jednadvaceti miliónů dolarů měla být zaplacena do tří let a roční úrok z prodlení činil 5 % (7. článek).
Dále musela čchingská vláda propustit všechny britské válečné vězně (8. článek) a udělit amnestii všem Číňanům, kteří s Brity během války spolupracovali (9. článek).
Britové slíbili stáhnout se z Nankingu, z Velkého kanálu a z Čen-chaje, až bude doručena první zásilka peněz (12. článek). V Ku-lang-jü a Čao-bao měly zůstat britské posádky až do zaplacení plné sumy.
Podle 3. článku navíc čchingská říše přenechala britské královně ostrov Hongkong, aby se stal královskou kolonií.